# Abrus sambiranensis
Abrus sambiranensis, biljna vrsta iz roda abrusa, porodica mahunarki. Ugroženi je endem iz sjeverozapadnog Madagaskara, koji danas raste samo na 2 do 5 lokaliteta u regiji Diana, na visinama do 499 metara.
Vrsta je opisana u Notulae Systematicae. Herbier du Museum de Paris 14(3): 173. 1951.